# Luc-en-Diois
Luc-en-Diois település Franciaországban, Drôme megyében. Lakosainak száma 589 fő (2022. január 1.). Luc-en-Diois Beaumont-en-Diois, Lesches-en-Diois, Menglon, Miscon, Montlaur-en-Diois, Poyols és Recoubeau-Jansac községekkel határos.

## Népesség
A település népességének változása:
| Lakosok száma | 518  | 450  | 478  | 526  | 416  | 451  | 527  | 538  | 543  | 589  |
|               | 1968 | 1982 | 1990 | 2006 | 2013 | 2015 | 2017 | 2019 | 2020 | 2022 |